# Мала Вирва
Мала́ Ви́рва (інші назви — Потік Вирва,  Міженецька Вирва) — річка у Самбірському районі Львівської області, права притока Вігору (басейн Вісли).

## Опис
Довжина 10 км, площа басейну 42 км². Мала Вирва — рівнинна річка, дно часто замулене, береги місцями заболочені, річище слабозвивисте. Після сильних дощів чи під час інтенсивної відлиги бувають паводки. У посушливу пору майже пересихає. 

## Розташування
Мала Вирва бере початок між селами Дешичі та Чижки. Тече з південного сходу на північний захід через такі села: Дешичі, Міженець і Дроздовичі. Впадає у Вігор на північно-західній околиці Дроздовичів. 